# BYD e6
BYD e6 – elektryczny samochód osobowy typu minivan klasy średniej produkowany pod chińską marką BYD od 2010 roku. Od 2021 roku produkowana jest druga generacja modelu.

## Pierwsza generacja

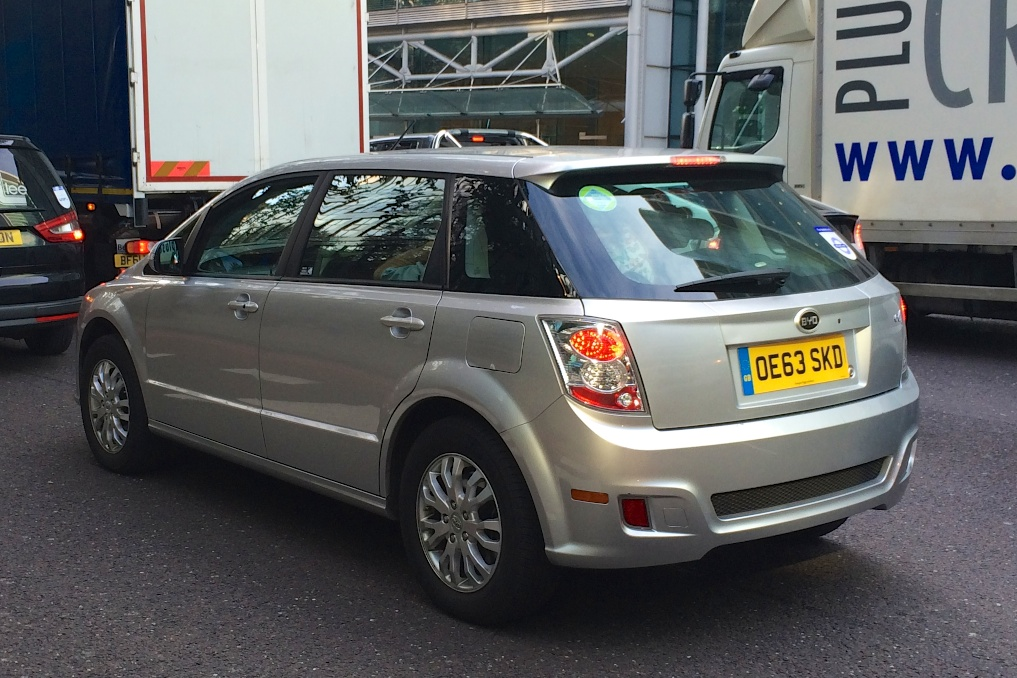
BYD e6 I – tył

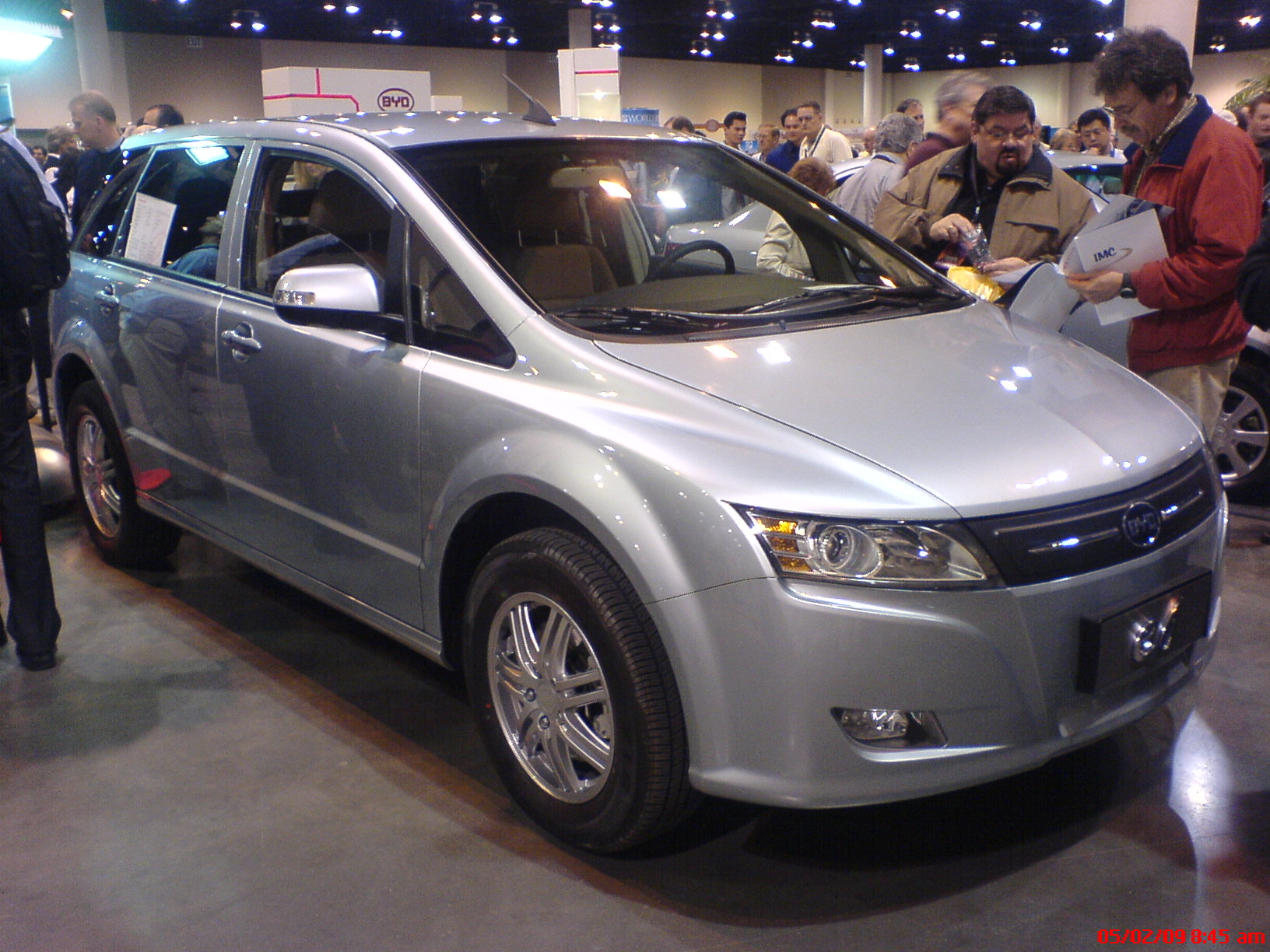
przedprodukcyjny BYD e6

BYD e6 I został zaprezentowany po raz pierwszy w 2008 roku.

### Rozwój
BYD e6 został zaprezentowany po raz pierwszy w formie przedprodukcyjnego egzemplarza w kwietniu 2008 roku podczas wystawy samochodowej w Pekinie jako pierwszy samochód elektryczny w historii chińskiego przedsiębiorstwa i zarazem jeden z pierwszych samochodów elektrycznych przeznaczonych do masowej produkcji.
W momencie debiutu BYD Auto zapowiedział, że poza podstawowym wariantem z napędem na przednią oś planuje poszerzyć gamę także o mocniejszy model z napędem na obie osie, AWD.
Pojazd przyjął postać 5-drzwiowego minivana, charakteryzując się obłą, jednobryłową sylwetką z charakterystycznym pasem reflektorów oraz dużymi lampami tylnymi ze srebrnym wypełnieniem kloszy. Kabina pasażerska zyskała z kolei masywną deskę rozdzielczą, z centralnie umieszczonymi zegarami oraz wyświetlaczem przedstawiającym wskazania np. układu elektrycznego.

### Debiut
Ponad dwa lata po debiucie BYD-a e6 w kwietniu 2008 roku, producent podjął się pierwszych działań w kierunku wdrożenia pojazdu do seryjnej produkcji, rozpoczynając limitowaną próbną produkcję na potrzeby rynku wewnętrznego. W maju 2010 roku rozpoczęto testy 40 egzemplarzy na obszarze chińskiego miasta Shenzhen, które użytkować zaczęła współzarządzane przez BYD-a przedsiębiorstwo taksówkarskie Pengcheng Electric Taxi.
Wraz z rozpoczęciem sprzedaży na rynkach globalnych, BYD zdecydował się w 2011 roku przestylizować pas przedni modelu e6. Samochód zyskał inaczej zaprojektowany zderzak, a także większą imitację wlotu powietrza wykraczającą już poza linię reflektorów, z niżej umieszczonym wlotem powietrza.

### Sprzedaż

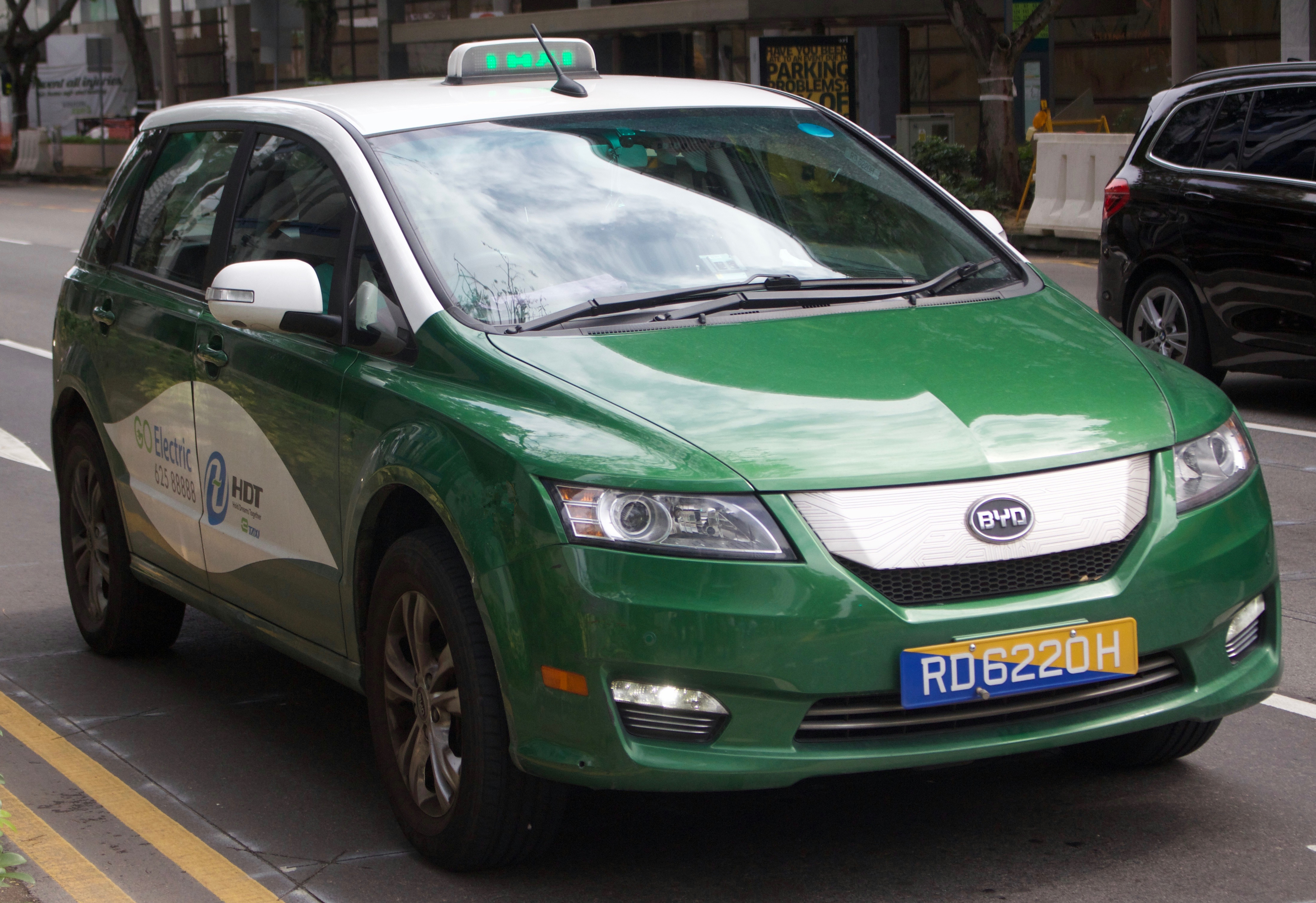
BYD e6 Taxi, Singapur

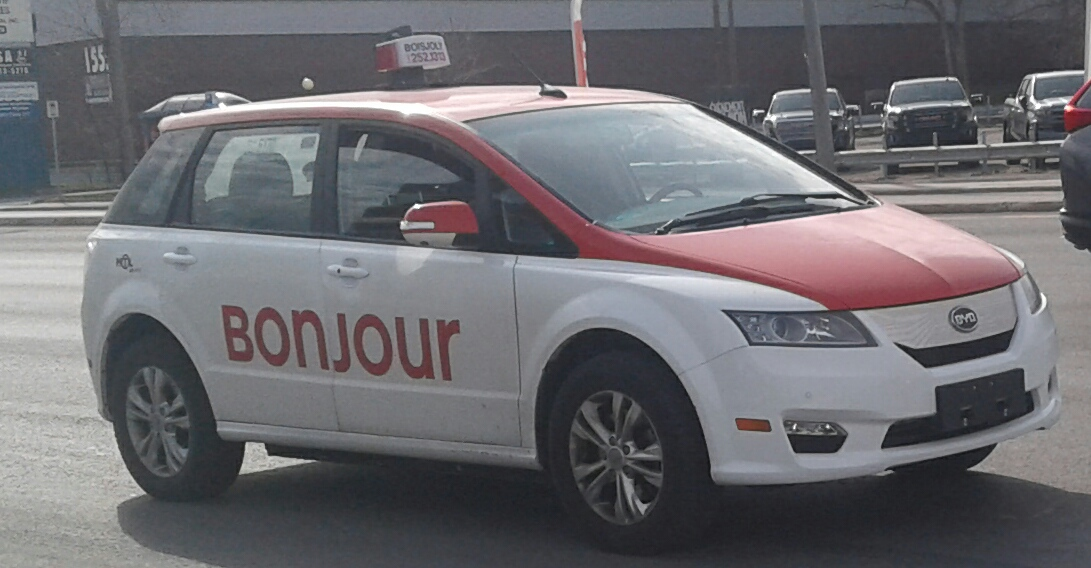
BYD e6 Taxi, Kanada

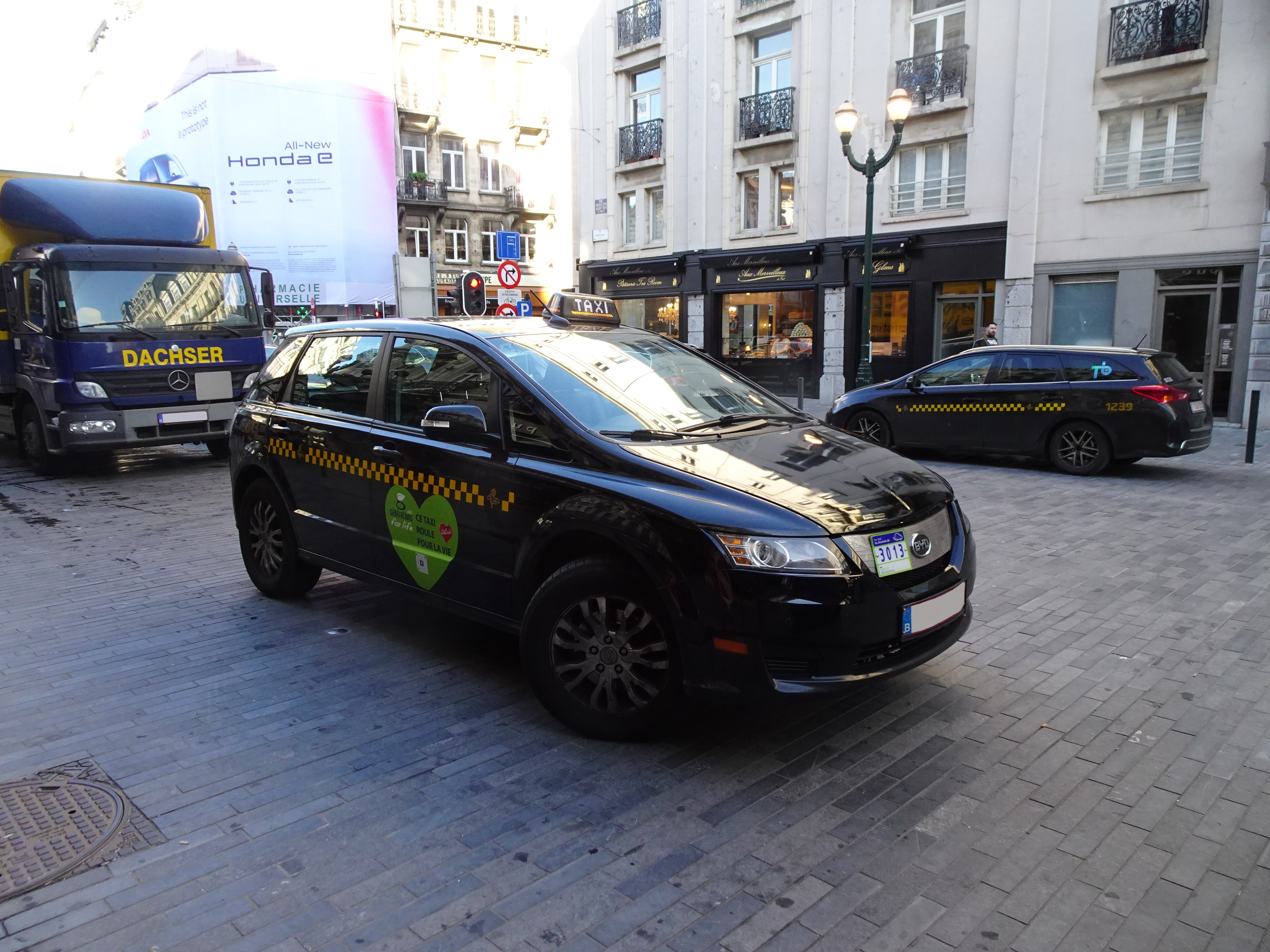
BYD e6 Taxi, Belgia

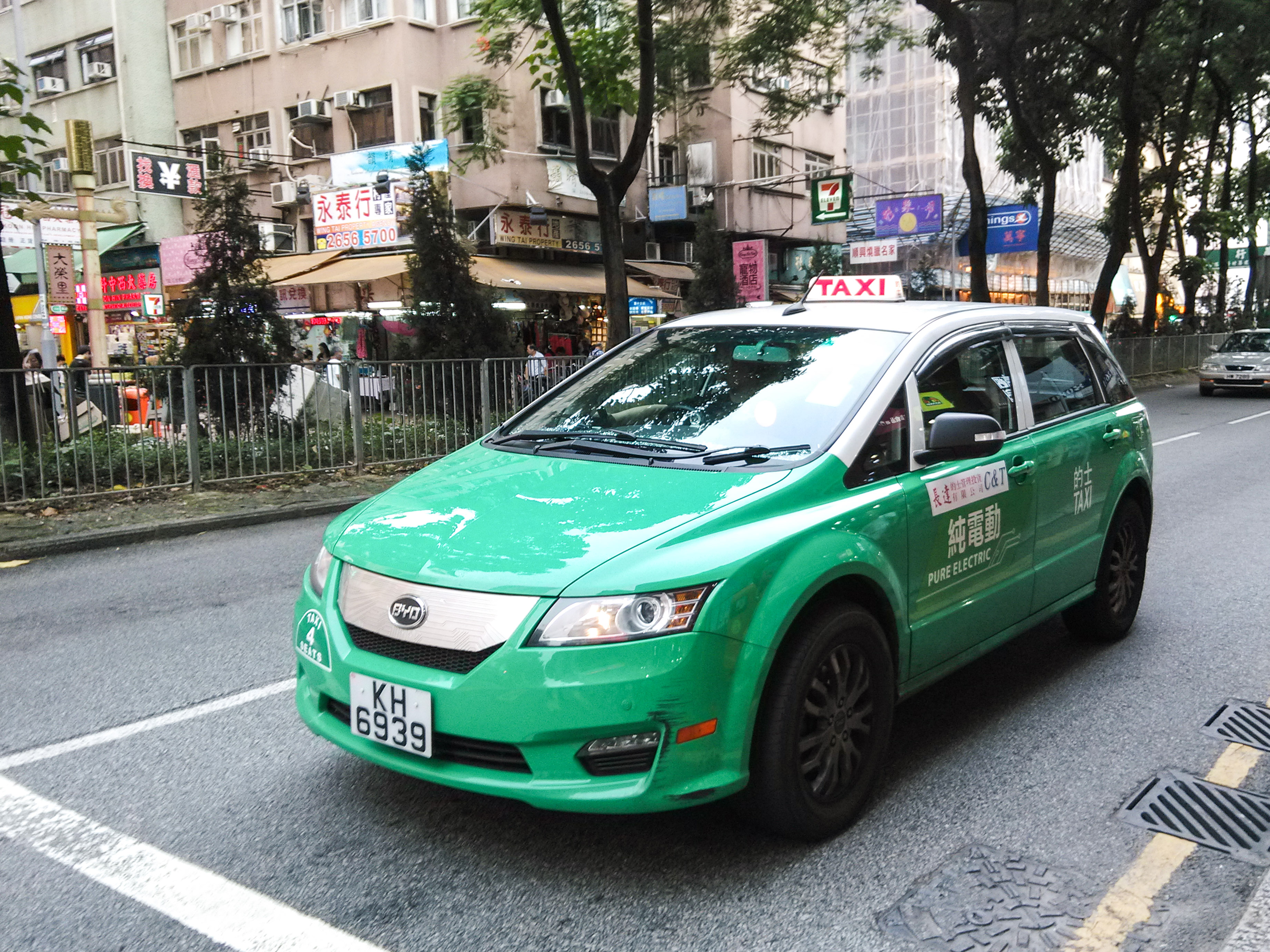
BYD e6 Taxi, Hongkong

BYD e6 odniósł duży sukces rynkowy na rodzimym rynku chińskim, wraz z kolejnymi latami produkcji zyskując na popularności dzięki sprzyjającym warunkom dla rozwoju elektromobilności, rządowym dopłatom i rozwojowi infrastruktury. W czasie, gdy w 2013 roku sprzedano 1554 sztuki, w 2014 roku liczba ta wzrosła do 3560 egzemplarzy, a w 2015 – do 7029 sztuk. Wartość ta lawinowo wzrosła w 2016 roku, sięgając 20 605 dostarczonych egzemplarzy. W ramach dywersyfikacji oferty samochodów elektrycznych BYD w Chinach, popularność modelu zmalała jednak w latach 2017–2018, znikając z oferty po ostatnim roku i stając się modelem wyłącznie eksportowym.
Minivan e6 to pierwszy pojazd w historii BYD-a, który trafił do sprzedaży na globalnych rynkach obejmujących także rozwinięte państwa, jak Stany Zjednoczone, Wielka Brytania czy Holandia. Po północnoamerykańskim debiucie, który odbył się w styczniu 2011 roku podczas Detroit Auto Show, producent systematycznie poszerzał zasięg modelu o kolejne państwa świata.
W maju 2011 roku BYD e6 uzyskał europejską homologację umożliwiającą jego dystrybucję na terenie państw europejskich, umożliwiając rozpoczęcie jego sprzedaży także na terenie Polski. W sierpniu 2011 roku BYD podpisał umowę o współpracę z globalnym gigantem branży wypożyczania samochodów Hertz, udostępniając do tej usługi egzemplarze elektrycznego pojazdu m.in. w Stanach Zjednoczonych, Kanadzie, Chinach, Włoszech, Francji, Hiszpanii oraz Arabii Saudyjskiej.
W kolejnych latach BYD e6 trafił do sprzedaży na kolejnych rynkach globalnych, głównie do lokalnych flot taksówkarskich w ramach masowych zamówień, stanowiąc jednocześnie nowatorską alternatywę dla tradycyjnych spalinowych pojazdów tego typu. Pierwszym europejskim krajem z flotą napędzanych prądem taksówek została Holandia, z 75 sztukami przeznaczonymi do użytku w Rotterdamie.
W 2013 roku 200 sztuk elektrycznego e6 weszło do użytku w Kostaryce, gdzie zaczęła z niej korzystać korporacja taksówkarska w San José. W tym samym roku BYD e6 zasilił największą w Ameryce Południowej flotę elektrycznych taksówek, która pojawiła się w Kolumbii, w stołecznej Bogocie.
W 2014 roku 35 sztuk trafiło do użytku korporacji taksówkarskiej w stolicy Belgii, Brukseli, z kolei ponad flota 1500 elektrycznych taksówek weszła do użytku na Tajwanie.
W 2015 roku BYD ze współpracy z operatorem przejazdów Uber wprowadził do użytku 50 sztuk BYD-ów e6 w Chicago w Stanach Zjednoczonych. W 2018 roku Urugwaj stał się kolejnym krajem Ameryki Południowej z flotą elektrycznych taksówek – 25 takich pojazdów pojawiło się w stołecznym Montevideo. W tym sammy roku elektryczne taksówki BYD e6 zaczęły obsługiwać lotnisko w Bangkoku w Tajlandii.
Niepowodzeniem okazała się próba wprowadzenia do użytku floty elektrycznych taksówek BYD e6 w Londynie we współpracy z brytyjską firmą Green Tomato Cars. Do drugiej połowy 2013 roku na ulice stolicy Zjednoczonego Królestwa miało trafić 50 elektrycznych taksówek, jednak w lutym 2014 roku poinformowano, że umowa została anulowana. Ostatecznie, inna korporacja taksówkarska Thriev wprowadziła do użytku w Londynie 20 sztuk elektrycznych taksówek.

### Dane techniczne
Poprzednia wersja pojazdu korzystała z silnika elektrycznego o mocy 101 KM (maksymalna moc chwilowa 121 KM) i akumulatora litowo-żelazowo-fosforanowego o pojemności 64 kWh, oferując zasięg do 300 km na jednym ładowaniu.
W 2019 roku pojazd zyskał wydajniejszy układ napędowy. Odtąd BYD e6 jest napędzany silnikiem elektrycznym o mocy 121 KM oraz wyposażony w akumulator litowo-żelazowo-fosforanowy o pojemności 80 kWh. Według producenta oferuje zasięg 400 km na jednym ładowaniu. Dziennikarze z Singapuru oszacowali rzeczywisty zasięg na około 370 km.

## Druga generacja

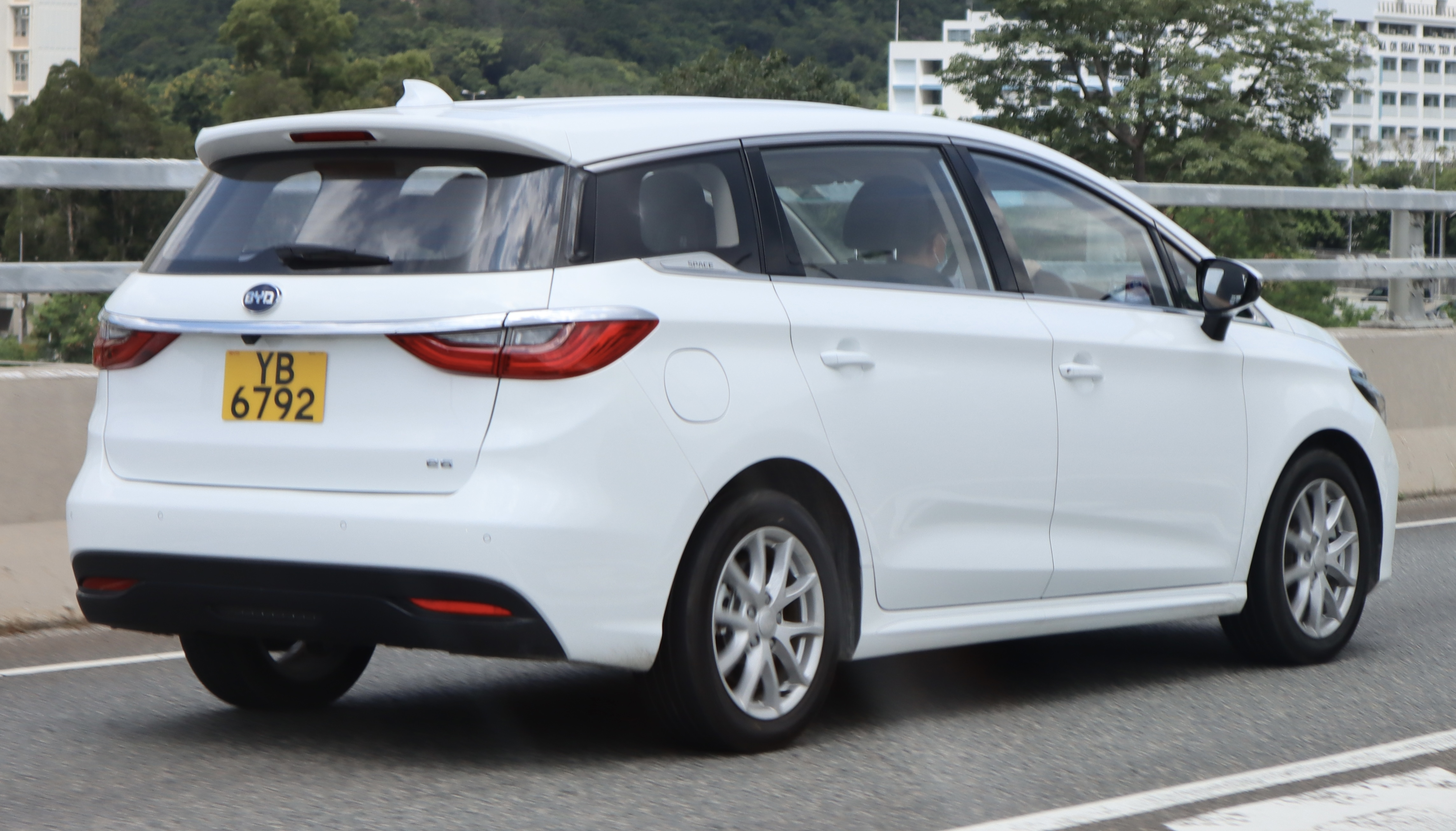
BYD e6 II - tył

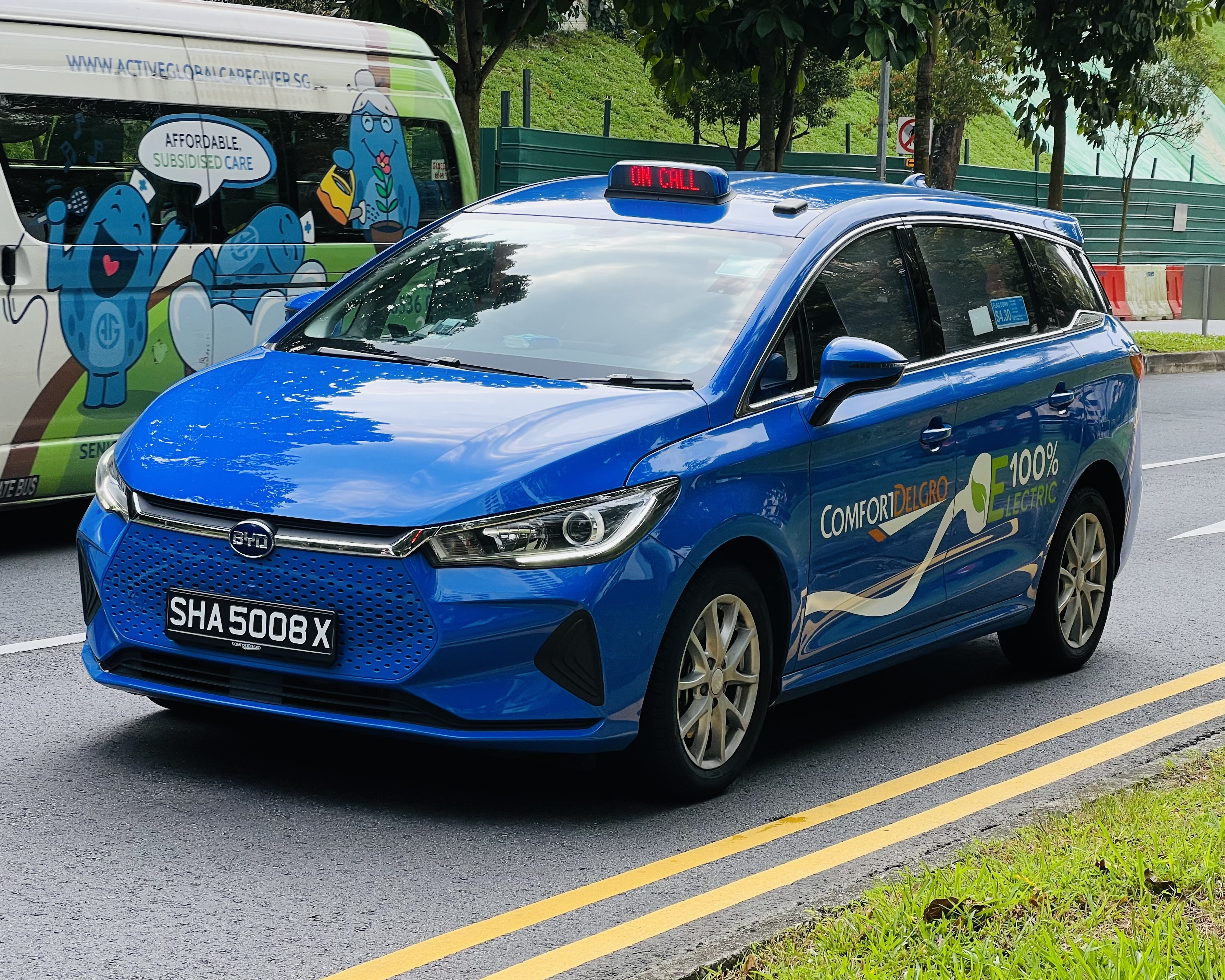
BYD e6 II Taxi w Singapurze

BYD e6 II został zaprezentowany po raz pierwszy w 2021 roku.
13 lat po premierze i 11 lat po uruchomieniu produkcji dotychczasowego wcielenia, BYD zdecydował się zaprezentować zupełnie nową, drugą generację swojego pierwszego samochodu elektrycznego, teraz wchodzącego w skład rozbudowanej gamy modelowej o takim napędzie.
Nowy e6 nie powstał tym razem jako specjalna konstrukcja, lecz jako pochodna minivana Song Max. W porównaniu do tego modelu oferowanego jako spalinowy, hybrydowy i elektryczny, e6 to tańsza alternatywa.
Pod kątem wizualnym druga generacja BYD-a e6 odróżniła się od pokrewnego modelu innym pasem przednim, z wlotem powietrza o strukturze kropek w kolorze nadwozia, a także przemodelowanymi zderzakami. Samochód zyskał też inne wymiary zewnętrzne, z większym rozstawem osi i dłuższym nadwoziem.

### Sprzedaż
Samochód trafił do sprzedaży w pierwszej kolejności na rodzimym rynku chińskim, plasując się jako budżetowy model w gamie. W połowie 2021 roku pojazd uzupełnił także gamę na eksportowych rynkach azjatyckich jak m.in. Singapur, Indie i Nepal. Ponadto, w drugiej połowie 2021 roku uruchomiono sprzedaż także w Zimbabwe i Australii.

### Dane techniczne
BYD e6 drugiej generacji napędzany jest przez silnik elektryczny o mocy 268 KM i maksymalnym momencie obrotowym 406 Nm. Pojazd rozwija 100 km/h w 8 sekund, a także rozpędza się maksymalnie do 140 km/h. Bateria o pojemności 71,7 kWh pozwala przejechać na jednym ładowaniu ok. 522 kilometrów. Samochód jest kompatybilny z szybkimi ładowarkami o mocy 43 kW, które pozwalają naładować akumulatory do pełna w ok. 2 godziny.